# Осиновский (Саратовская область)
Оси́новский — посёлок в Марксовском муниципальном районе Саратовской области. Административный центр Осиновского муниципального образования.

## Население
| 2002 | 2010  |
| ---- | ----- |
| 1109 | ↗1177 |

## Улицы
| - ул. Болотная, - пер. Детсадовский, - ул. Комсомольская, - пер. Майский, | - ул. Мелиоративная, - ул. Молодёжная, - пер. Осиновский, - ул. Садовая, | - ул. Северная, - пер. Степной, - ул. Центральная, - ул. Школьная. |

## Экономика
Градообразующим предприятием посёлка является племенной завод «Мелиоратор».

## Инфраструктура
В посёлке функционируют средняя общеобразовательная школа, детский сад, фельдшерско-акушерский пункт, отделение почтовой связи.